# ASA Târgu Mureș (piłka nożna kobiet)
ASA Târgu Mureș – rumuński kobiecy klub piłkarski z Târgu Mureș. Klub jest dwukrotnym zwycięzcą i pięciokrotnym wicemistrzem pucharu Rumunii.  Jednokrotnie, w sezonie 2009/2010 był tryumfatorem, a siedmiokrotnie w latach 2011–2016 drugim zespołem ligi rumuńskiej. Ponadto zawodniczki tego klubu grały w rundzie kwalifikacyjnej Ligi Mistrzyń w sezonie 2010/2011.

## Osiągnięcia
- Puchar Rumunii[4]:
  - Mistrzostwo (2): 2010, 2016
  - Wicemistrzostwo (5): 2011, 2012, 2013, 2014, 2015
- Superliga română[5]: 
  - Mistrzostwo (1): 2010
  - Wicemistrzostwo (6): 2011, 2012, 2013, 2014, 2015, 2016
  - 4. miejsce (1): 2017
- Liga Mistrzyń UEFA[6]:
  - Runda kwalifikacyjna: 2010/2011